# UFC 222
UFC 222: Cyborg vs. Kunitskaya fue un evento de artes marciales mixtas producido por Ultimate Fighting Championship, que se celebró el 3 de marzo de 2018; desde el T-Mobile Arena en Las Vegas, Nevada.

## Antecedentes
Se esperaba que el Campeón de Peso Pluma de la UFC Max Holloway y el anterior Campeón de peso ligero de la UFC Frankie Edgar sirviera como el evento principal de dicho evento. Inicialmente se esperaba que la pelea tuviera lugar tres meses antes en UFC 218. Sin embargo, Edgar se retiró de la pelea por una lesión ocular. A su vez, Holloway se retiró de este combate el 3 de febrero, debido a una lesión en una pierna y la pelea fue retirada.
El mismo día de la retirada de Holloway, la UFC intentó un combate entre el Campeón de Peso Gallo T.J. Dillashaw y excampeón Cody Garbrandt para encabezar este evento, en lo que sería una revancha del UFC 217, encuentro en el que Dillashaw recuperó el título con una victoria por TKO. Sin embargo, Dillashaw rechazó la oferta por algunas razones: el nacimiento reciente de su primer hijo, no estar en un campo de entrenamiento, la incredulidad de que Garbrandt merece la oportunidad por el título, así como un desafío hablado contra el Campeón de Peso Mosca Demetrious Johnson (que actualmente se está recuperando de una cirugía).
El 7 de febrero, se informó que un combate entre la Campeona de Peso Paja Femenino Cris Cyborg (quien también fue la Campeona Femenina de Peso Pluma de Strikeforce) y la Campeona de Peso Paja de Invicta FC) y ex Campeona de Peso Gallo Femenino de Invicta FC Yana Kunitskaya están programadas para encabezar el evento. También se anunció que Edgar permanecerá en la cartelera, frente a Brian Ortega en el evento coestelar.